# Ротационен преобразувател
Ротационният преобразувател (еднокотвен) е вид електрическа машина, обединяваща характеристиките на променливотокова синхронна машина и постояннотокова в един общ корпус с ротор и статор. Ротационният преобразувател е с двупосочно действие. Неговите роторни намотки са изведени едновременно на колекторни пръстени и на колекторни пластини. Това му позволява да служи като механичен токоизправител, инвертор или честотен преобразувател.Тези машини понякога са класифицирани и като електромеханичен преобразувател.
При подаване на променлив ток на колекторните пръстени, от колекторните пластини се получава постоянен ток. Обратното действие е при подаване на постоянен ток на колекторните пластини. Тогава на колекторните пръстени се получава променлив ток. При това преобразуване загубите са много по-малки, отколкото ако работят две отделни машини в схема (мотор-генератор) само с механична връзка. Такива преобразувател могат да се използват и като регулатори на честотата за различни по вид токове, чрез регулиране на големината на постоянния ток и съответно и скоростта на въртене. Масово са използвани като механични токоизправители преди появата на мощните полупроводникови елементи. Все още съществуват причини да се използва такъв преобразувател дори и сред най-новите технологии. Важно е да се отбележи, че при ротационния преобразувател рядко се използва механична връзка с първичен двигател.
За преобразуване на еднофазно напрежение в трифазно често се използва фазов ротационен преобразувател, който включва в схемата си обикновен трифазен двигател. Предимство е безопасността и ефективността и е надежден начин при преобразуване на еднофазното напрежение.